# Ivanka Škrabec Novak
Ivanka Škrabec Novak, slovenska učiteljica, mučenka in Božja služabnica, * 1915, Hrovača, † 4. junij 1942, Zamostec.

## Življenje in delo
Ivanka je bila rojena leta 1915 v Hrovači pri Ribnici v znani in ugledni Škrabčevi rodbini. Njen oče, kmet Janez Škrabec, je bil nečak znanega frančiškana in jezikoslovca, patra Stanislava Škrabca. Njena mati je bila kmetica Angela Arko. Po opravljenem učiteljišču pri uršulinkah v Ljubljani je Ivanka najprej nastopila učiteljsko službo v Pišecah, jeseni leta 1939 pa se je vrnila na rodno Dolenjsko in postala učiteljica v Sodražici. Med pretežno liberalnimi učitelji in tržani Sodražice je Ivanka ohranjala svoje trdno katoliško prepričanje, vendar pred vojno zaradi tega ni imela težav v svojem okolju. V prostem času je predvsem veliko delala z mladimi v prosvetnih in verskih društvih. Decembra leta 1941, nekaj mesecev po italijanski in nemški okupaciji Slovenije, se je Ivanka v Ljubljani poročila s Francetom Novakom, katoliškim izobražencem, profesorjem kemije in beguncem iz od nacistov okupirane Gorenjske. Poročil ju je Lambert Ehrlich. Mlada zakonca sta se po poroki skupaj preselila v podnajemniško stanovanje v Sodražici.

## Grožnje  s strani Osvobodilne fronte
Osvobodilna fronta (OF), ki je pod vodstvom Komunistične partije Slovenije med okupacijo pripravljala teren za izvedbo komunistične revolucije, se je v 2. polovici leta 1941 pojavila tudi v krajih okoli Sodražice. Eno od taborišč so imeli v zimi 1941–1942 slovenski partizani na Travni Gori, kjer jih je vodil Stane Semič - Daki, veteran španske državljanske vojne. Franceta Novaka, ki je v javnosti večkrat odkrito govoril, da OF vodijo komunisti in da osebno v njihovi akciji ne vidi nič dobrega, so lokalni terenci kmalu naznanili pri partizanih. Sledila so prva grozilna pisma, kjer je OF Ivankinega moža že etiketirala kot narodnega sovražnika.

## Ugrabitev, zaslišanje in umor
28. maja 1942 je italijanska vojska nenadoma zapustila Sodražico in se umaknila v Ribnico. Še isti dan so v izpraznjeni trg brez odpora vkorakali partizani pod vodstvom Staneta Semiča. Partizani so v odsotnosti Italijanov vzpostavili nekajdnevno osvobojeno republiko in začeli iskati svoje politične nasprotnike. France Novak, ki je vedel, da je na črnem seznamu OF, se je s kolesom v zadnjem trenutku umaknil proti Zamostecu, hišnim gospodarjem pa naročil, naj pazijo na Ivanko, ki je bila takrat v šestem mesecu nosečnosti. Čeprav so domačini vedeli za partizansko zamero do Novaka, ni nihče niti pomislil, da bi lahko nevarnost pretila tudi njegovi ženi.
Partizani so še istega dne v Sodražici pripravili miting. Na sredo trga so privedli nosečo učiteljico Ivanko in jo tam pred zbrano množico zasliševali, zmerjali in sramotili, z očitnim namenom, da jo v odsotnosti njenega moža prikažejo kot narodno izdajalko. Po zborovanju so jo izpustili domov, hkrati pa ji zabičali, da jo pridejo še iskat in naj ne zapušča Sodražice.
3. junija zvečer so partizani ponovno prišli do hiše, kjer sta imela mlada zakonca najeto stanovanje. Hišne gospodarje so povpraševali po možu Francetu, na kar se je Ivanka odzvala in stopila naprej: Jaz sem Novakova žena. Partizani so jo nato odvedli v njeno stanovanje, domače pa zastražili, da ji ne bi mogli kakorkoli pomagati. Po polnoči se je iz stanovanja zaslišal velik hrup, zmerjanje in pretepanje. Kmalu nato so partizani Novakovo odpeljali s sabo, domačinom pa zabičali, da o dogodkih tiste noči ne smejo pripovedovati nikomur. V stanovanju je ostalo popolno razdejanje, na stenah pa krvavi madeži.
Ivanko so partizani pripeljali v gozd nad Jagerbirtom pri Zamostecu. Ukazali so ji, da si mora sama izkopati grob. Čeprav je prosila, da bi jo pustili pri življenju še vsaj toliko časa, nekaj dni ali tednov, da bi lahko rodila svojega otroka, je niso uslišali. V visoki nosečnosti si je tako izkopala grob, v globini približno pol metra, nakar so jo pobili brez strela. Partizanski komandant, eden od glavnih Dakijevih zaupnikov z vzdevkom Abi (njegov pravi priimek naj bi bil Strgar), naj bi bil namreč odločil, da ni vredna strela in da bodo naboje še potrebovali. Ivanko so v plitvem grobu le površno zagrebli. Rob njenega plašča je tako še gledal iz zemlje, in po tem znamenju so čez nekaj mesecev domačini tudi odkrili njen grob.

## Odziv domačinov in zanikanje umora s strani Osvobodilne fronte
Ko se je v Sodražici razvedela novica, da so partizani ugrabili visoko nosečo učiteljico, se je med ljudmi razvnelo ogorčenje. Lokalni terenci in aktivisti OF so zato kmalu razširili govorico, da Ivanka sploh ni bila umorjena, temveč da so jo odpeljali v svoje taborišče, da bi tam rodila. Še potem, ko se je v okolici že začelo šušljati o njenem grobu, so trdili, da ne gre za grob Ivanke Škrabec Novak, temveč neke druge učiteljice iz Ljubljane, Ivane Košorok, ki so jo v istem obdobju prav tako umorili kot domnevno vohunko. Avgusta 1942, ko so se partizani iz Sodražice že umaknili in so njihovo mesto ponovno zasedli Italijani, so iz Hrovače v trg prispele Ivankina mama Angela Arko, sestra Neža Škrabec in njuna soseda. Vse tri so potrdile, da je v gozdu nad Zamostecom dejansko pokopana učiteljica Ivanka Škrabec Novak. 8. avgusta 1942 so jo pokopali v družinskem grobu Škrabčevih v Hrovači. Pogreba se je poleg domačinov udeležilo tudi veliko ljudi iz Sodražice.

## Pismo nerojenemu otroku
Pri izkopu Ivanke Škrabec Novak so ob njenem telesu našli tudi na pol strohnelo pismo. Pismo, v katerem Ivanka nagovarja svojega nerojenega otroka, je očitno napisala le nekaj ur pred smrtjo. Vsebino pisma je novembra 1993 prvič objavila revija Duhovno življenje, kasneje ga je ponatisnila tudi Ameriška domovina. Natisnjeno je bilo v tudi knjigi Jožeta Dežmana Moč preživetja in knjigi Milana Muhiča Zamolčane žrtve 2. svetovne vojne 1941-1945 v župnijah Krka, Šmihel in Zagradec. V zadnjem delu pisma Ivanka zapiše:
 Glej, moj otrok, jutro se že bliža. Prva zarja izza gora ga naznanja... Za naju poslednje jutro trpljenja. Jutro bo zopet vstalo – pa brez trpljenja in solza... vstajalo pri Bogu. Le mirno spi, saj tvoja mati bdi nad tabo. Glej, rdeča zarja že naznanja, da se prebuja dan... In poslednje zvezde ugašajo v njej. Ura v stolpu že naznanja jutro..., ki naju bo peljalo na poslednjo pot... Saj ne bom sama... Z menoj boš ti, moj otrok... in Marija – kakor takrat s Sinom na Kalvarijo bo šla z nama... V poslednjih, zadnjih zdihih stala bo pri nama... in ponesla naju bo v večno srečni dom. Nihče nama ne bo več kalil te sreče... Saj bova potopljena v večnega Boga... v večni Božji mir...

## Svetništvo
Za Ivanko trenutno poteka postopek za priznanje mučeništva in svetništva v okviru skupnega postopka Slovenskih mučencev 20. stoletja, ki ga je uradno odprla Slovenska škofovska konferenca 28. oktobra 2002. Njen trenutni naziv je Božja služabnica.
Obstaja verjetnost, da bi ob njeni beatifikaciji bil beatificiran tudi njen nerojeni otrok. Tak primer je namreč pri poljski mučeniški družini Ulma: mati Viktorija Ulma je bila umorjena v 7. mesecu nosečnosti in je pričakovala 7. otroka. Beatifikacija Ulmovih je bila 10. septembra 2023, to pa je bil prvi primer priznanja svetništva še nerojenemu otroku. S tem Cerkev znova poudarja, da je nerojeni človek človeško bitje, ki si zasluži dostojanstvo in vse pravice, ki iz tega izhajajo.